# Harrison Dillard
William Harrison Dillard (8. července 1923 Cleveland – 15. listopadu 2019 Cleveland) byl americký atlet, sprinter a čtyřnásobný olympijský vítěz.

## Sportovní kariéra
Atletice se začal věnovat během studia v Baldwin-Wallace College v Berea. Stal se mistrem USA v běhu na 120 yardů překážek a 220 yardů překážek v letech 1946 a 1947. I přes 82 vítězství na krátkých překážkových tratích za sebou se v roce 1948 nekvalifikoval na olympiádu v běhu na 110 metrů překážek. V předolympijské kvalifikaci však aspoň obsadil třetí místo v běhu na 100 metrů a startoval tak v této disciplíně na olympiádě. V olympijském finále na této trati zvítězil a časem 10,9 vyrovnal olympijský rekord. Druhé zlato získal jako člen vítězné štafety USA na 4 x 100 metrů.
Na následující olympiádě v Helsinkách zvítězil v běhu na 110 metrů překážek a další zlato získal opět jako člen štafety na 4 x 100 metrů. Stal se tak dosud jediným atletem, který získal olympijské zlato v běhu na 100 metrů i 110 metrů překážek. Celkem čtyřikrát vytvořil světový rekord - v běhu na 200 metrů překážek (22,3 v roce 1947) a třikrát na yardových tratích.